# The Unknown Quantity
The Unknown Quantity è un film muto del 1918 diretto da Thomas R. Mills. La sceneggiatura di G. Marion Burton si basa sull'omonima storia di O. Henry apparsa in Strictly Business, libro pubblicato a New York nel 1910. Prodotto e distribuito dalla Vitagraph Company of America, il film aveva come interpreti Corinne Griffith, Huntley Gordon, Harry Davenport.

## Trama
Le speculazioni di Septimus Kinsolving provocano un aumento drastico del prezzo del pane, una manovra che getta sul lastrico molte persone. Tra queste, il panettiere Thomas Boyne che, costretto a chiudere la sua attività, impazzisce. Suo figlio Sammy, coinvolto in una rapina, viene arrestato per omicidio. La figlia Mary, rimasta sola, vive nello squallore e nella solitudine, cercando di sopravvivere come può. Quando Kinsolving muore, i suoi affari passano nelle mani del figlio Dan che ben presto si rende conto di come sia stato accumulato tutto quel denaro. La sua coscienza lo spinge a mettere un riparo a tutte quelle speculazioni spietate. In questo frangente, incontra Mary e se ne innamora. Alla ragazza, però, lui non piace. Mary cambierà idea solo quando vedrà che le parole di Dan non sono parole vuote: il giovane riuscirà a far guarire il vecchio Boyne e a provocare l'assoluzione di Sammy, che viene prosciolto dalle accuse. Grata, la ragazza capisce di amare Dan e accetta di sposarlo.

## Produzione
Il film fu prodotto dalla Vitagraph Company of America.

## Distribuzione
Il copyright del film, richiesto dalla Vitagraph, fu registrato il 20 marzo 1919 con il numero LP13527. Distribuito dalla Vitagraph Company of America, il film uscì nelle sale statunitensi il 14 aprile 1919.
Non si conoscono copie ancora esistenti della pellicola che viene considerata presumibilmente perduta.